# Santa Sabina (1781)
La Santa Sabina (Ferrol, 1781-1828), también conocida simplemente como "Sabina", y renombrada temporalmente como "Constitución" durante el Trienio Liberal (1820-1823), fue una fragata a vela construida en los Reales Astilleros de Esteiro (Ferrol) con el sistema francés, armada con 40 cañones y obuses.
Además de realizar múltiples cruceros oceánicos, participó en varias batallas en la guerra de Independencia de los EE.UU.,  en las guerras anglo-españolas, en la guerra de la Independencia española, así como en las guerras durante las emancipaciones de los virreinatos americanos, donde permanecerá destinada en el Apostadero de Montevideo y, después, en el Apostadero de La Habana hasta su desguace en 1828.

## Características
Fecha de botadura: 01/05/1781 .
Armamento: El 01/05/1781 cuando es botada (40):
- Cubierta: 28 cañones de 18 Libras-castellanas
- Alcázar: 8 obuses de 8 libras-castellanas
- Castillo de proa: 4 obuses de 8 libras-castellanas

Armamento: El 10/10/1803 (40):
- Cubierta: 28 cañones de 18 Libras-castellanas
- Alcázar: 8 obuses de 24 libras-castellanas
- Castillo de proa: 4 obuses de 24 libras-castellanas

Aparejo: Bauprés y tres mástiles con velas cuadras
Tripulación: 286 (año 1781) a 307 (año 1805) tripulantes.
Carga: 1.040 toneladas.
Sistema de clasificación de la Marina Real británica: Fragata 5ª Clase
En enero de 1782 es forrada de cobre.

## Inicios
A finales de 1872 se le asignó su mando al capitán de navío don Ignacio María de Álava, joven oficial de la Real Armada que unos meses antes había sobresalido en la batalla del Cabo Espartel (octubre de 1872) cerca de Gibraltar, contra una flota británica durante la guerra de la Independencia de los EE.UU.
Durante 1784, la fragata participó en las primeras expediciones científicas que tenían por finalidad la elaboración del Mapa Marítimo de España (que sería editado en 1788-89, de Vicente Tofiño de San Miguel).
También durante 1784, bajo el mando del capitán de fragata Francisco de Idiáquez y Borja, viaja a Montevideo dando escolta a un convoy mercante que transportaba al Regimiento de Infantería Burgos, llevando a bordo al nuevo virrey del Río de la Plata, don Nicolás del Campo (marqués de Loreto). En el Apostadero de Montevideo estuvo destinado hasta que, a principios de 1787, parte hacia Cádiz con un valioso cargamento para el Consejo de Hacienda y particulares.
A finales del verano de 1788, zarpa de Cádiz con destino a Buenos Aires, al mando del capitán don José Orozco y Herrera. Allí sustituirá a la fragata Nuestra Señora de la O (La Habana, 1785). Un tiempo después, es relevada de este servicio por la fragata Santa María Magdalena (Ferrol, 1773), siendo mandada por el capitán de fragata don Manuel Bilbao.
A mediados de 1790 zarpa de Montevideo hacia Cádiz con un cargamento valioso (dinero, pieles, etc.), siendo destinada al Departamento marítimo de Cádiz.

## Guerra de la Convención (1793-1795)
A principios de 1793 se encontraba desarmada en Cádiz. En mayo de 1793, al comenzar la guerra contra la República Francesa (guerra de la Convención), la fragata Santa Sabina quedó bajo el mando del capitán don José Justo Salcedo. Navegó patrullando por el Golfo de Vizcaya y zona de Las Azores, primero junto a la fragata Sirena (fragata ex Helene capturada a los franceses. Botada en Roquefort, 1793) como subordinado de su capitán, y luego como jefe de destacamento junto a la fragata Santa Dorotea (Ferrol, 1775).
En estas misiones se represa de los franceses una corbeta británica (la cual es conducida a Cádiz), acción que origina el traslado del capitán en 1794 a un nuevo mando en el nuevo navío de línea Monarca (Ferrol, 1794).
Formando parte de la escuadra del teniente general don Francisco de Borja, zarpa de Cádiz con rumbo al Mar Cantábrico, entrando en Santander, para después dirigirse al Ferrol. Participó en el socorro del navío de línea Magnánimo (Ferrol, 1754), que embarrancó en las islas Sisargas (julio de 1794). Posteriormente se dirige al Mediterráneo, exactamente al puerto de Mahón, cuando se le asigna un nuevo mando, el capitán de fragata don Juan Darracq y Jepson. Durante un año queda destinada en la escuadra del Océano encontrándose en la bahía de Cádiz.
En 1795, la fragata Santa Sabina en compañía del navío de línea San Francisco de Asís (Guarnizo, 1767) y la fragata Santa Dorotea (Ferrol, 1775), represan de unos corsarios franceses el paquebote Príncipe Indio y el buque mercante británico Fame (Bombay, 1786), los cuales son llevados a Cádiz.
Ese mismo año captura a la fragata danesa Grand Turk (mandada por Conrad Bruun), acompañándola a Barcelona donde llegan el 18 de junio de 1795. El reino de Dinamarca y Noruega, aún era neutral durante las guerras revolucionarias, mantenía comercio con los franceses, a veces como contrabando francés.
En octubre de 1795 parte de Cartagena con tropas rumbo a Málaga.
En septiembre de 1796, el capitán de fragata Darracq deja el mando de la Santa Sabina.

## Guerra anglo-española (1796-1802 y 1804-1808)
En agosto de 1796, al estallar la Guerra anglo-española, cruzó el océano con la división del capitán Juan Pablo Lodares antes de regresar al Mediterráneo.
En 1796, al mando del capitán de fragata don Mariano Jacobo Fitz James Stuart y Cagigal, junto con la fragata Sirena (Roquefort, 1793) apresan al bergantín Union con bandera de la ciudad libre hanseática de Hamburgo, mandada por el capitán Helmer, aun posteriormente dicho bergantín naufragaría.
En octubre de 1796 captura al único lugre construido por los británicos, de nombre Experiment (Plymouth, 1793), con 10 cañones y 111 toneladas, al mando de Georges Hayes, frente al Cabo de Gata. Dicho buque se renombró como Experimento, sirviendo en la Real Armada hasta 1806, cuando los británicos lo recuperaron.
Apenas un par de meses antes de la batalla del Cabo de San Vicente, en aguas del Mediterráneo, una flotilla al mando del comodoro Horatio Nelson se enfrentó a la fragata Santa Sabina: El 19/12/1796, una flotilla británica comandada por Nelson, con las fragatas HMS Minerve (capturada a los franceses. Tolón, 1794), con 38 cañones y al mando de George Cockburn; y la fragata HMS Blanche (Buckler's Hard, 1800), con 32 cañones y al mando de DÁrcy Preston, parte de Gibraltar hacia la isla de Elba. Cuando navegaban cerca de Cartagena se encuentran con las fragatas Santa Sabina y Ceres (La Habana, 1791, al mando de don Ignacio Olaeta). Rápidamente se entabla una encarnizada batalla entre la HMS Minerve, más grande, más nueva y mejor armada, y la Santa Sabina al mando de don  Mariano Jacobo Fitz James Stuart y Cagigal (de la a la casa de los duques de Berwick, bisnieto del depuesto rey Jacobo II de Inglaterra, familia que llegarían a emparentarse con los duques de Alba). Tras tres horas de encarnizado combate, la Santa Sabina que estaba destrozada se rinde (20/12/1796). Sin embargo, mientras los británicos remolcaban la dañada Santa Sabina, la fragata española La Perla (Cartagena, 1753) los divisó, y dándose cuenta de las circunstancias, atacó. La acción obligó a los británicos a soltar la Santa Sabina, y enfrentarse a La Perla. Dándose cuenta Nelson de la presencia en la zona de los navíos de línea Príncipe de Asturias (La Habana, 1794) y Bahamas (La Habana, 1784) y de la fragata Santa Matilde (La Habana, 1778) de la Real Armada, abandonó la zona para dirigirse a la isla de Elba. Por tanto, la Santa Sabina fue, aún en muy mal estado, recuperada y conducida a Cartagena. No así su capitán, que más tarde fue intercambiado por otros oficiales británicos.
Tras el enfrentamiento, la fragata Santa Sabina fue reparada, continuando al servicio de la Real Armada otros 30 años.
En diciembre de 1796, al mando del capitán de fragata Miguel María Gastón de Iriarte, realiza varios cruceros con otras fragatas por la costa de Cataluña e islas Baleares, siendo después agregada a la División de fragatas del capitán de navío don Juan Pablo Lodares, dirigiéndose a Cádiz.
A mediados de 1797, realiza una travesía entre Barcelona y Cádiz para el transporte de pertrechos militares a Málaga, exactamente 150.000 raciones de víveres destinados a los buques que invernaría en aquellos puertos, flotilla al mando de la fragata insignia Flora (Ferrol, 1795) comandada por don Joaquín Rodríguez de Rivera y Díaz de Córdova, además de las fragatas Santa Teresa (Ferrol, 1787) comandada por don Manuel M.ª de Torres Valdivia, y la Nuestra Señora de Soledad (Cartagena, 1788), así como la balandra/bergantín Vencejo (1779).
Debido al bloqueo británico, permanecerá en Algeciras montando la insignia del jefe de escuadra don Bruno Heceta, comandante del Apostadero de Algeciras.
En 1798, junto a los bergantines Ligero (Ferrol, 1788) y Cazador (La Carraca, 1788) capturan un paquebote británico cerca de Gibraltar.
En abril de 1800 zarpa de Cádiz junto a las fragatas Nuestra Señora de Carmen (Ferrol, 1770) y Florentina, dando escolta a un convoy mercante con tropas y pertrechos con destino a El Callao de Lima. Buques británicos atacan el convoy, capturando las fragatas Carmen y Florentina, no así a la Santa Sabina, que llegará a Cádiz, mientras los mercantes, aprovechando el desconcierto, llegaron a su destino sin escolta alguna.
A finales de 1805, bajo el mando del capitán de fragata don Francisco Javier Salazar, estaba destinada en el Departamento marítimo del Ferrol, exactamente en el puerto de Vigo.
Durante la segunda batalla de Algeciras (12 de julio de 1801), la Santa Sabina formó parte de la escuadra española que llegó para reforzar la escuadra francesa de Charles Linois. En ella, la Santa Sabina lideró el ataque franco-español. No obstante, dado la desastrosa confusión entre los barcos españoles, que incluso se cañonearon y destruyeron entre sí, tuvo que escapar de la persecución del navío de línea HMS Superb (Northfleet, 1798) bajo el mando de Richard Goodwin Keats, y regresar a Cádiz con el resto de su flotilla.
En octubre de 1804, la fragata Santa Sabina arribó al puerto de Vigo probablemente procedente de Montevideo con un tesoro de 13,7 millones de piastras.

## Guerra de la Independencia (1808-1814)
Durante la Guerra de la Independencia Española contra Napoleón, de 1809 a 1814, la Santa Sabina participó en varias escoltas de convoyes entre España los virreinatos americanos, así como en acciones contra los corsarios franceses en las costas españolas (1811).

## Guerras de emancipación de los virreinatos americanos
En mayo de 1817, ya destinado en el Apostadero de La Habana, durante las guerras de emancipación de la América española, cuando escoltaban un convoy de Veracruz a Tampico acompañando a las goletas armadas Belona (1817) y Proserpina  (botada en 1809), participó en el sitio de Soto la Marina (Tamaulipas, Nueva España, actual México), donde la Santa Sabina destruyó la flotilla del traidor Francisco Javier Mina, flotilla al mando de un corsario, pirata y mercenario francés, llamado Louis-Michel Aury, compuesta por tres barcos de origen estadounidense: la fragata Cleopatra (con 12 cañones cortos) que fue destruida, el bergantín Neptuno, que embarrancó (14 cañones), y otra goleta más que parece ser se llamaba Elena Tooker (aún puede ser el nombre original de la Neptuno). La fragata Santa Sabina era comandada directamente por el brigadier Francisco Beranger, y por los tenientes de navío y de fragata don Juan Vigodet Garnica, y don José Fermín Pavía y Seix.
En 1822, ya renombrada como fragata Constitución, es comandada por don José María Chacón Sarraoa, cuando escoltó a varios convoyes por el Océano Atlántico y, posteriormente, en combates contra corsarios y subversivos de la Gran Colombia en aguas del Caribe y del Golfo de Méjico.
En aquel momento, la fragata Santa Sabina era de los pocos buques operativos con 24 cañones que le quedaban a la que fue unas décadas antes la poderosa Real Armada.
En mayo de 1823, al mando de don José María Chacón Sarraoa, participó en el combate naval de Puerto Cabello (Nueva Granada, actual Venezuela), cuando contaba con 330 tripulantes, navegando conjuntamente con la corbeta Ceres (botada en 1817-18, al mando de don Miguel Espino, con 200 tripulantes) y dos goletas de transporte. En dicha batalla, ambos buques realistas rompen el bloqueo para abastecer a las tropas realistas que permanecían en el Castillo San Felipe), y derrotan a una escuadrilla insurgente de la Gran Colombia muy superior comandada por el mercenario, corsario y comodoro estadounidense John Danells. En dicho combate, los buques realistas apresaron la corbeta Zafiro (o Carabobo, buque insignia de la flotilla) y la corbeta María Francisca (o Achilles) y pusieron en fuga al resto de la flotilla (la corbeta Bolívar; los bergantines Vencedor, Pichancha e Independencia; las goletas Leona, Rayo, Manuel y Flor del Mar, así como dos goletas de transporte).
Durante el asedio de San Juan de Ulúa (1825) en Veracruz (actual México), una flotilla compuesta por las fragatas Santa Sabina y la Casilda (Cartagena, 1784) y la fragata/corbeta Aretusa (Burdeos, 1819), junto a varios transportes, intentaron romper el bloqueo de una flota insurgente algo superior (dos fragatas, dos bergantines, cuatro balandras y un pailebote). Pero un huracán le sorprendió en la Sonda de la Tortuga (entre el Archipiélago Los Roques y la costa de la actual Venezuela), lo que le costó que la fragata insignia Santa Sabina fuera desarbolada de los tres palos; el temporal desatado imposibilitó el socorro preparado, regresando a La Habana. Por este motivo, con la Toma de San Juan de Ulúa, en 1825, cayó el último baluarte realista en Tierra Firme del actual México.
Tras ser reparada, participó en el bloqueo de las plazas de Santa Marta (Magdalena) y Cartagena de Indias, ocupadas definitivamente por los rebeldes desde octubre de 1821. Pero el 28 de agosto de 1825, al salir del puerto de Santiago de Cuba para cruzar el Canal Viejo de Bahamas, fue alcanzado por un huracán frente a Charlestown (actual San Cristóbal y Nieves, pequeñas Antillas), que le arrancó los mástiles y le causó graves daños. Devuelto a La Habana, fue dado de baja.
La fragata Santa Sabina fue finalmente desguazada en 1828, tras 47 años de servicio en la Real Armada.